# Demeure de Lachau
La Demeure de Lachaux est une maison de maître située sur la commune de Carlat dans le Cantal.

## Description
Petit château de plan allongé flanqué de deux tours et situé à l'Ouest de Carlat, la demeure de Lachaux comprend aussi un pigeonnier en pan de bois, couvert en pavillon, en encorbellement à l'angle sud-est du logis ; et une tour postérieure couverte en pavillon, avec souillarde voûtée au rez-de-chaussée

## Historique
D'après inscription au linteau de la porte d'entrée, un manoir fut construit en 1660 pour Jean Benech, qui était notaire, et son épouse, Marguerite Verdier.

## Visites
Le château ne se visite pas.